# Heilig Hartbeeld (Etten)
Het Heilig Hartbeeld is een standbeeld in de Nederlandse plaats Etten.

## Beschrijving
Het Heilig Hartbeeld uit 1926, bij de Sint-Lambertuskerk, werd gemaakt door beeldhouwer Kees Smout. Op een granieten sokkel staat een bronzen Christusfiguur met geheven handen. Op de sokkel de tekst 

ETTEN AAN HET HEILIG HART

## Rijksmonument

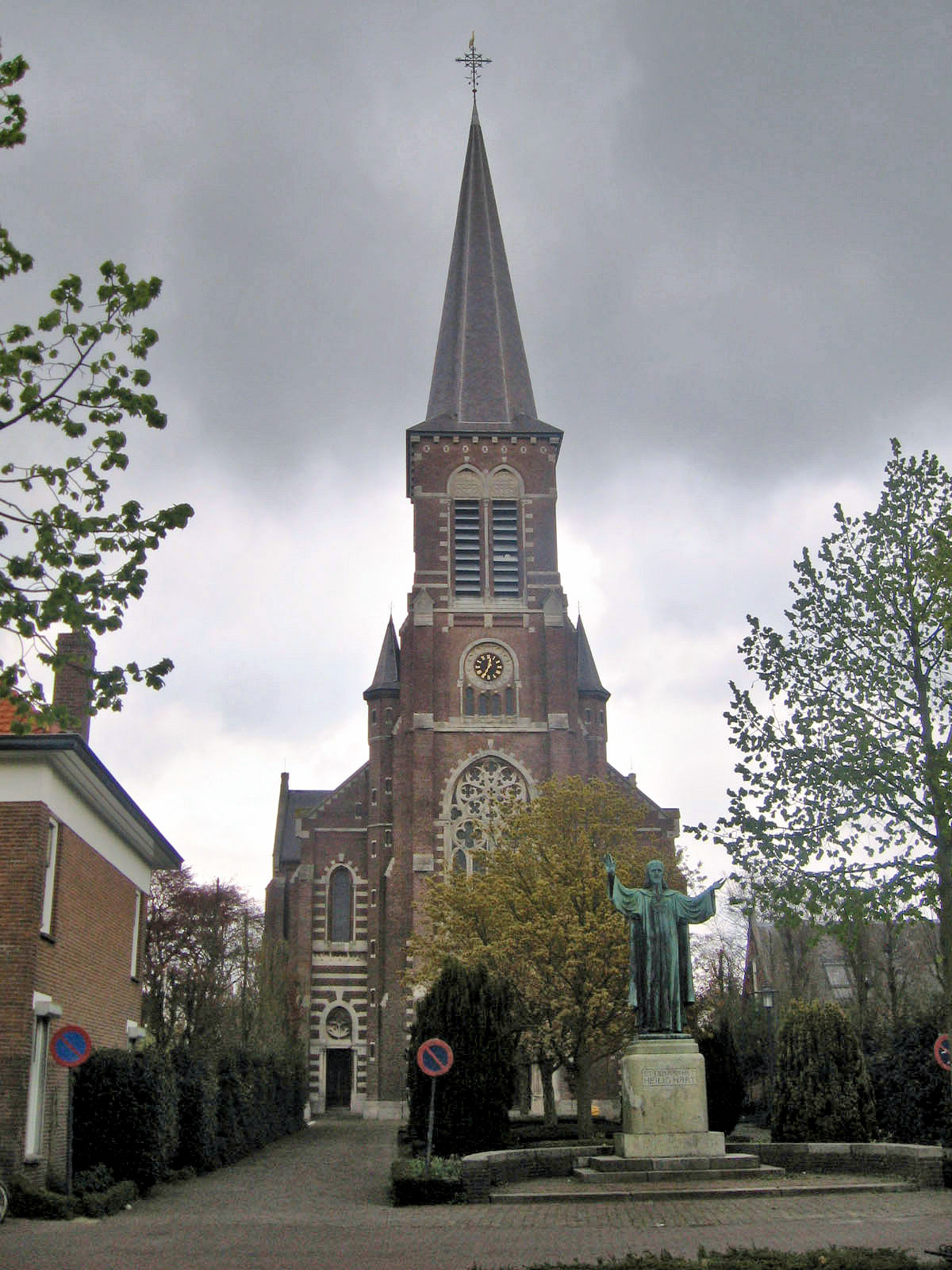

Het beeldhouwwerk is erkend als rijksmonument, onder meer "vanwege de cultuurhistorische waarde. Het geeft door zijn situering in het hart van Etten-Leur een indruk van de culturele, sociale en geestelijke ontwikkeling van de dorpsgemeenschap uit die jaren juist op het laatste 20ste-eeuwse hoogtepunt van de H. Hart-devotie."